# Georgia Guillaume
Georgia Guillaume (* Oktober 1975 in Innsbruck als Georgia Schultze) ist eine österreichische Journalistin, die seit 1998 für den ORF berichtet.

## Leben
Während ihres Studiums der Politikwissenschaft an der Universität Innsbruck begann Georgia Schultze ein Praktikum beim Österreichischen Rundfunk.
2005 gewann sie den Förderpreis des Journalistinnen-Preises „Die Spitze Feder“.
Für ihre Reportage Frauen als Ware war sie 2010 die österreichische Preisträgerin des „Journalistenpreises des Europäischen Jahres“, bekam den „Radiopreis der Erwachsenenbildung Österreich“ und den Anerkennungspreis des „Prälat-Leopold-Ungar-JournalistInnenpreises“. In der Ö1-Journal-Panorama-Sendung widmet sich Schultze dem weltweit „einträglichen“ und menschenverachtenden Frauenhandel.
Während einer Recherchereise in Chile 2010 wurde Georgia Schultze vom Geheimdienst festgenommen. Die Behörden warfen ihr vor, bei einer Demonstration Mapuches interviewt zu haben.
Für die Caritas war Schultze als Kommunikatorin in Krisen- und Katastrophengebieten im Einsatz.
2014 heiratete Georgia Schultze den deutschen Schauspieler Michel Guillaume. Seitdem berichtet Georgia Guillaume für den ORF aus München.
2018 wurde Georgia Guillaume Vizeweltmeisterin im Kickboxen (Vollkontakt, -50 kg). Sie kämpft für das Kampfsportzentrum Steko.

## Auszeichnungen
- 2005: Förderpreis des Journalistinnen-Preises „Die Spitze Feder“[16]
- 2005: Journalistenpreis der österreichischen Landesjagdverbände
- 2005: Dritter Journalistenpreis des Motor Presseklubs Austria
- 2007: Besondere Anerkennung des JournalistInnenpreises des Österreichischen Hilfswerks
- 2007: Pressepreis der Wiener Ärztekammer[17][18]
- 2008: Dritter JournalistInnenpreises des Österreichischen Hilfswerks
- 2009: Hauptpreis des JournalistInnenpreises des Österreichischen Hilfswerks[19]
- 2010 „Radiopreis der Erwachsenenbildung Österreich“[20]
- 2010: Österreichische Preisträgerin des Journalistenpreises des Europäischen Jahres
- 2012: Besondere Anerkennung des 14. Hilfswerk JournalistInnenpreises[21]